# 2353 Alva
2353 Alva este un asteroid din centura principală, descoperit pe 27 octombrie 1975 de Paul Wild.